# Балог, Золтан
Золтан Балог (венг. Zoltán Balog; род. 7 января 1958, Озд) — венгерский кальвинистский епископ, политический и государственный деятель. В прошлом — министр людских ресурсов Венгрии (2012—2018).

## Биография
Золтан Балог, одним из первых в социалистической Венгрии, получил образование в области протестантской теологии — он учился на пастора с 1978 года. В период между 1980 и 1983 годами он проходил обучение в Восточном Берлине и в Галле-Виттенбергском университете имени Мартина Лютера. С 1983 по 1987 году он работал в качестве приходского священника в венгерском Маглоде, а затем — продолжил богословское образование в германском Тюбингене. В 1989 году Всемирный совет церквей назвал его в числе пасторов для беженцев из Восточной Германии в Венгрии — он работал в одном из лагерей в Будапеште.
С 1989 по 1991 год Балог был преподавателем Нового Завета в будапештском Университет имени Кароли Гаспара (венг. Károli Gáspár Református Egyetem), а затем — в 1996 году — он стал учителем религии. Кроме того, с 1991 по 1994 год он официально являлся консультантом партии «Фидес — Венгерский гражданский союз» в церковных делах. После длительной стажировки в качестве приглашенного ученого в Боннском университете, он стал пастырем немецкой реформатской церкви в Будапеште: занимал этот пост с 1996 по 2006 год. С 1998 по 2002 год он также был советником премьер-министра Венгрии Виктора Орбана, а с 2002 по 2003 — являлся ответственным за социальную политику в Управление дела президента Венгрии.
На парламентских выборах в Венгрии, прошедших в 2006 году, беспартийный Балог получил мандат в парламент страны. Этот мандат он повторно получил и на парламентских выборах 2010 года. После выборов он стал государственным секретарём по вопросам социальной интеграции Министерство государственного управления и правосудия во втором правительстве Орбана. В мае 2012 года, когда министр национальных ресурсов Миклош Ретейи подал в отставку, премьер-министр Венгрии назначил Золтана Балога его преемником. В 2015 году Балог подписал в Послом Франции Роланом Галарагом франко-венгерское соглашение о кинопроизводстве. После переименования министерства в «Министерство людских ресурсов» Балог занял пост министра и руководил им до 2018 года.

## Обвинения в антисемитизме
В 2008 году правительство Соединённых Штатов Америки в своём докладе по ситуации с правами человека в Венгрии обвинило Золтана Балога, являвшегося в те годы депутатом, и его коллегу Шандора Лежака (Lezsák Sándor) в антисемитизме: по версии американских властей, их выступление от 10 октября, посвящённое памяти венгерского церковного деятеля и депутата Оттокара Прохаска — которого многие группы в самой Венгрии обвиняли в поддержке нацистского режима в стране — содержало выражения, одобрявшие прошлую борьбу священника с «паразитско-космополитическими элементами» и призыв к борьбе «за христианскую веру среди венгров». Ряд местных СМИ обрушился с критикой на обоих политиков, за их «намёки на евреев».
В то же время сама Венгерская католическая церковь отрицает обвинения в сотрудничестве Оттокара Прохаски с нацистами.

## Личная жизнь
Балог женат, имеет пятерых детей и 8 внуков. Он развёлся со своей первой женой в 1989 году. Его жена — Юдит Ревес, доцент, с ней они живут с 1990 года. Из их пятерых детей четыре девочки: Анна, Вероника, Элеонора и Река, а также у них есть сын Адам.